# 鹿児島県道473号崎森隼人線
鹿児島県道473号崎森隼人線（かごしまけんどう473ごう さきもりはやとせん）は、鹿児島県霧島市を通る一般県道である。

## 概要
霧島市溝辺町崎森から同市隼人町真孝に至る。

### 路線データ
- 起点：鹿児島県霧島市溝辺町崎森（馬立交差点、鹿児島県道56号隼人加治木線交点）
- 終点：鹿児島県霧島市隼人町真孝（鹿児島県道58号隼人港線交点）

## 路線状況

### 重複区間
- 鹿児島県道471号北永野田小浜線（霧島市隼人町内山田1丁目 - 霧島市隼人町見次）

## 地理

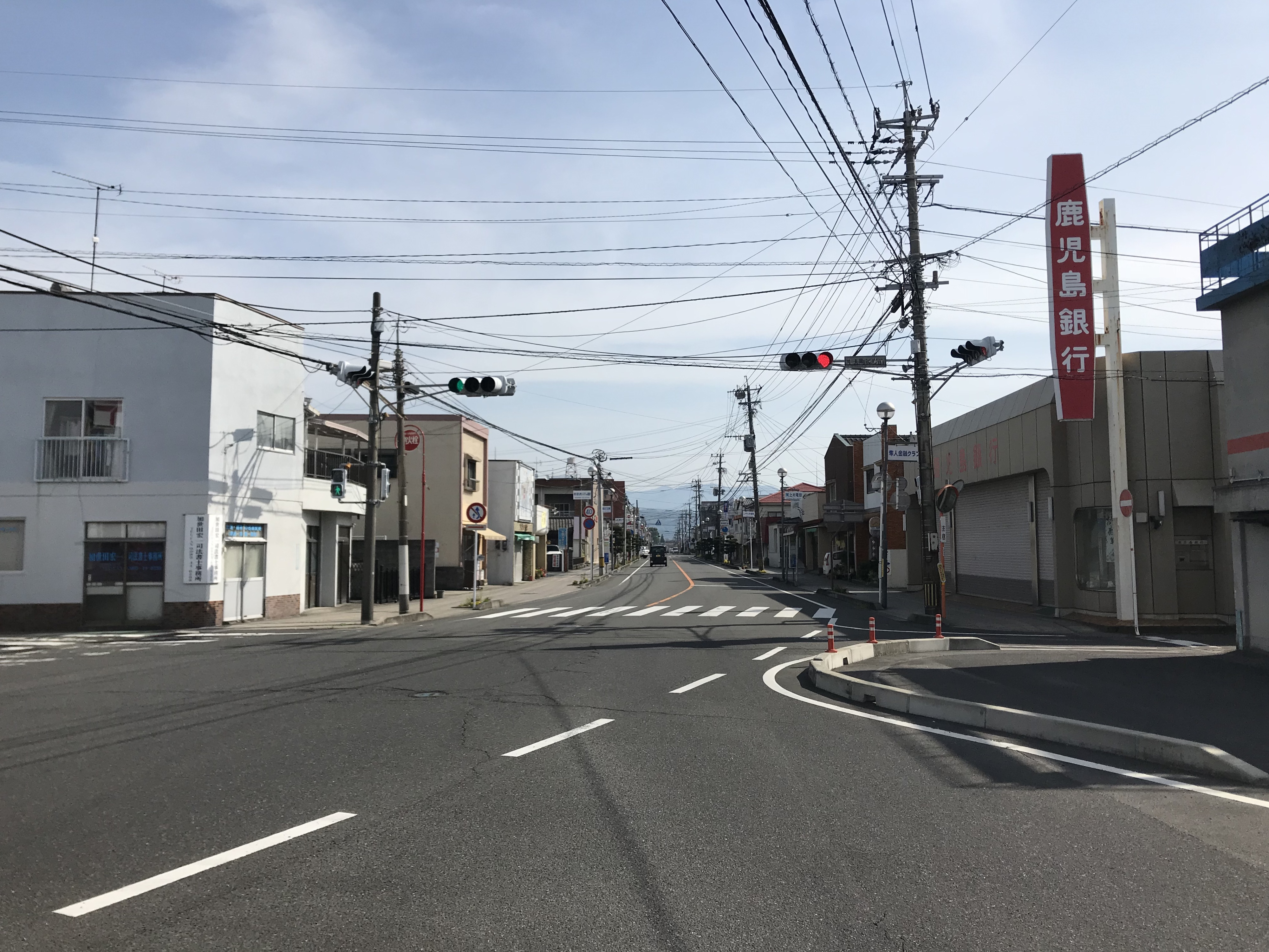
隼人駅付近

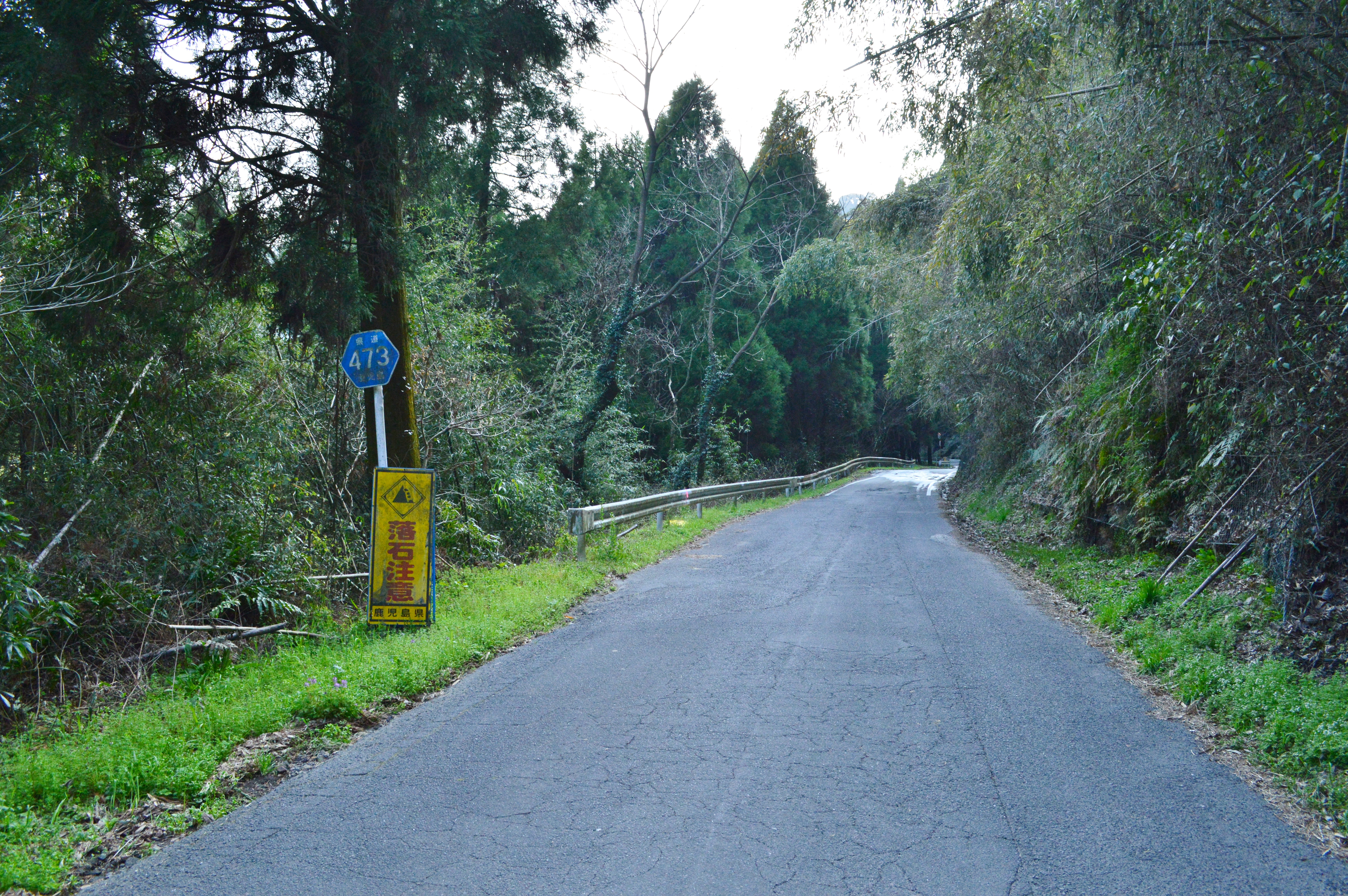
霧島市隼人町朝日付近

### 通過する自治体
- 霧島市

### 交差する道路
| 交差する道路                               | 交差する場所      | 交差する場所      |
| ------------------------------------------ | ----------------- | ----------------- |
| 鹿児島県道56号隼人加治木線                 | 溝辺町崎森        | 馬立交差点 / 起点 |
| 鹿児島県道471号北永野田小浜線 重複区間起点 | 隼人町内山田1丁目 |                   |
| 鹿児島県道471号北永野田小浜線 重複区間終点 | 隼人町見次        |                   |
| 国道10号                                   | 隼人町真孝        | 隼人港入口交差点  |
| 鹿児島県道58号隼人港線                     | 隼人町真孝        | 終点              |

### 交差する鉄道
- 日豊本線

### 沿線
- 鹿児島神宮
- JR九州日豊本線・肥薩線 隼人駅
- 鹿児島県立隼人工業高等学校
- 霧島市立隼人中学校
- 霧島市立富隈小学校